# Landskabsgartneri
Ved landskabsgartneri forstod man indtil begyndelsen af 1900-tallet havekunst i landskabelig stil, den såkaldte
engelske havestil,
der afløste den franske havestil og til
dels endnu omkring 1920 var den fremherskende i større anlæg.

## Landskabsgartner
Landskabsgartner benævntes navnlig tidligere den
gartner, hvis beskæftigelse bestod i at planlægge
haveanlæg og lede udførelsen deraf, i modsætning
til anlægsgartneren, der - i den periode hvor denne skelnen var i anvendelse - havde med det praktiske arbejde ved et haveanlæg at gøre.
Betegnelsen landskabsgartner hidrører fra 1700-tallets England og er dannet som
en for datiden naturlig analogi med "landskabsmaler".
Ordet holdt sig hele 1800-tallet igennem
og er først i de senere år - dvs. begyndelsen af 1900-tallet - og navnlig i Tyskland blevet fortrængt af betegnelsen havearkitekt - i Danmark introduceret af Erik Erstad-Jørgensen - og denne betegnelse igen 1968 erstattet af landskabsarkitekt som fagbetegnelse.
Da den samme gartner i reglen beskæftiger sig
med planlæggelsen såvel af landskabelige som af
arkitektoniske haver, dækker begge ordene
egentlig kun en del af virksomheden, og begge er
derfor sprogligt ufyldestgørende. Udtrykket
havearkitekt har dog den fordel, at der i selve
ordet ligger en tilkendegivelse af, at den
planlæggende gartners stilling overfor ejer og
anlægsgartner er som arkitektens henholdsvis overfor
bygherre og håndværket. Andre sprog har lige
så lidt som de nordiske kunnet finde en passende
fællesbetegnelse. Tyskerne har forsøgt med
Gartenkünstler, Gartentechniker, Garteningeniør,
medens man på fransk i sin forlegenhed endog
anvender en så søgt betegnelse som
architectepaysagiste.
Der har gennem tiden været anvendt forskellige betegnelser for den beskæftigelse der i snævrere eller videre forstand har "haven" som sit emne eller område - til nytte eller pryd: humlemester, urtegårdsmand, podemester, gartner, landskabsgartner, anlægsgartner, havearkitekt, landskabsarkitekt.